# Mymar taprobanicum
Mymar taprobanicum é uma espécie de insetos himenópteros, mais especificamente de vespas pertencente à família Mymaridae.
A autoridade científica da espécie é Ward, tendo sido descrita no ano de 1875.
Trata-se de uma espécie presente no território português.